# Tự do không tự có

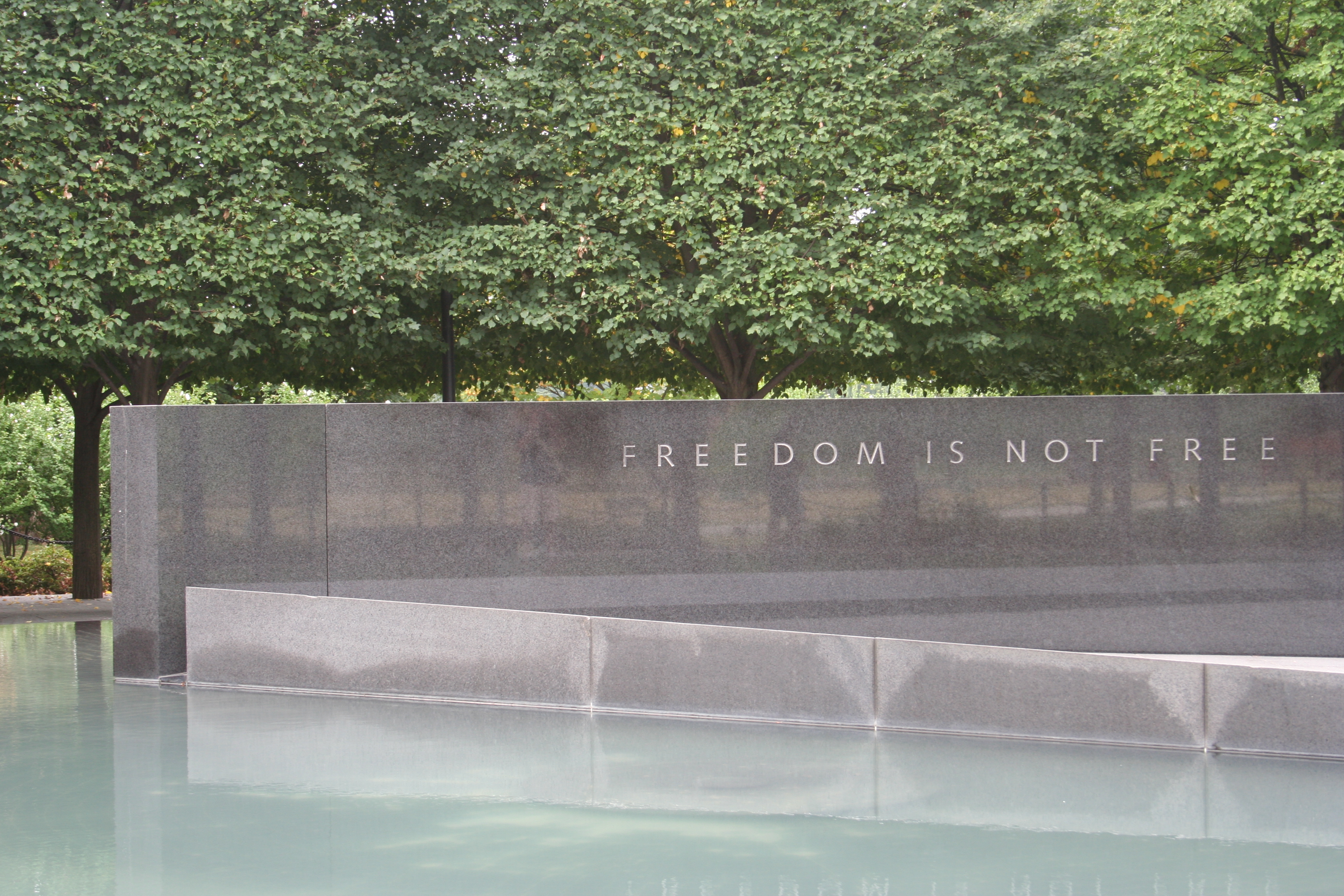
Dòng chữ "Freedom Is Not Free" (Tự do không tự có) được khắc trên Đài tưởng niệm Cực chiến binh Chiến tranh Triều Tiên tại Washington, D.C.

Tự do không tự có (tiếng Anh: Freedom is not free), hay Tự do không miễn phí, là một câu thành ngữ Hoa Kỳ. Biểu đạt này được dùng để mô tả sự hy sinh trong những thời kỳ khủng hoảng, được sử dụng rộng rãi tại nước Mỹ để bày tỏ lòng biết ơn tới quân đội vì sự nghiệp bảo vệ nền tự do. Có thể được dùng làm biện pháp tu từ.
Cụm từ này thường hay được dùng để mô tả cách người Mỹ phản ứng về vụ tấn công 11/9. Cụm từ đã được cả hai phe bảo thủ (conservative) và tiến bộ (liberal) sử dụng theo cùng cách để mô tả tấn thảm kịch và sự hy sinh của cả người dân Mỹ và quân đội Mỹ sau vụ tấn công khủng bố 11/9. Vì lý tưởng rằng sự hy sinh là điều tất yếu để đấu tranh với chủ nghĩa khủng bố, các pháp chế như Đạo luật Patriot đã được thông qua, trao cho chính phủ Hoa Kỳ tầm với đáng kể trong việc giám sát cuộc sống của công dân bình thường. Đạo luật đấy giờ đây là 'đề tài gây tranh cãi' vì người thì khẳng định đó là điều cần thiết để chống lại chủ nghĩa khủng bố đang diễn ra, người thì lại coi đó là sự bành trướng không cần thiết của chính phủ liên bang.